# Squid Noir
Squid Noir (укр. Сквідвард-Детектив) ― це перша половина 9-го епізоду 11-го сезону та 224-й епізод в цілому американського анімаційного мультсеріалу «Губка Боб Квадратні Штани». Епізод транслювався на телеканалі «Nickelodeon» у США 10 листопада 2017 року, а в Україні 22 березня 2019 року.
Серія транслювалася як частина спеціального блоку «Губки Боба» під назвою «You Bring The Color», в якому колір сцен вибирали глядачі.
Епізод написав Ендрю Гудман, а анімацію керували Алан Смарт і Том Ясумі. Епізод отримав переважно позитивні відгуки[джерело?].

## Сюжет
Сквідвард грає на кларнеті, що не подобається пану Крабсу. Згодом це набридає і Бабл Басу, і Патріку. Несподівано кларнет Сквідварда зник. Губка Боб і Сквідвард допитують тих, кому не сподобалася гра Сквідварда. Однак, кларнет вкрали не вони, а медузи, яким подобалася мелодія.

## Цікаві факти та культурні відсилання
- Більшість епізоду зроблена у стилі чорно-білого кіно, і показана у форматі 4:3. Це є відсиланням до детективних фільмів середини XX століття.
- У серії вперше у мультсеріалі показано об'ємну титульну картку у 3D.
- На тижні тижня перед прем'єрою епізоду Інтернет-користувачі могли власноруч розмальовувати кадри з початкової пісні, та включити їх до заставки під час прем'єри. Також при прем'єрі серії протягом останньої хвилини відображався кожен кадр, забарвлений глядачами[1].

## Прем'єра у світі
| Країна          | Назва                    | Вихід у країні    |
| --------------- | ------------------------ | ----------------- |
| США             | Squid Noir               | 10 листопада 2017 |
| Канада          | Squid Noir               | 5 січня 2018      |
| Велика Британія | Squid Noir               | 12 березня 2018   |
| Росія           | Сквидвард, частный сыщик | 17 червня 2018    |
| Україна         | Сквідвард-Детектив       | 22 березня 2019   |